# Gare d'Amsterdam (États-Unis)
Cet article concerne la gare de la ville d'Amsterdam aux États-Unis. Pour la gare centrale de la capitale des Pays-Bas, voir Gare d'Amsterdam-Central.
La  gare d'Amsterdam est une gare ferroviaire des États-Unis située à Amsterdam dans l'État de New York; elle est desservie par plusieurs lignes d'Amtrak.

## Service des voyageurs

### Desserte
Elle est desservie par des liaisons longue-distance Amtrak :
- L'Empire Service: Niagara Falls (NY) - New York
- Le Maple Leaf: Toronto - New York